# Józef Lipski (generał)
Józef Lipski herbu Grabie (ur. 1772, zm. 2 kwietnia 1817 w Cielcach) – polski właściciel dóbr Błaszki, Kazimierz Biskupi i Miłkowice; walczył w insurekcji kościuszkowskiej w 1794 w Sieradzkiem, był jednym z przywódców powstania wielkopolskiego 1806 roku w Kaliskiem.

## Życiorys
Józef Lipski wywodził się z  „generalskiej” linii rodu zapoczątkowanej przez Macieja Lipskiego ok. połowy XVI wieku. Był wnukiem Adama, dziedzica Niepartu i Ciołkowa. Ojcem Józefa był Michał Lipski, łowczy wschowski, który przejął tę godność w 1754 r., a matką Barbara Żychlińska, starościanka stawiszyńska. Miał jeszcze troje rodzeństwa; brata Franciszka oraz siostry Zofię i Teresę.
Mieszkał w Gzikowie, gdzie kontynuował rozbudowę rodowej siedziby.
Józef Lipski podjął działania umożliwiające rozwój osadnictwa w Błaszkach, których był właścicielem. Udostępnił osadnikom folusz, pozwolił nieodpłatnie korzystać z materiałów budowlanych na budowę domów. Wtedy to powstała w miejscowości pierwsza garbarnia. Szybki wzrost ludności miejscowej i napływ osadników spowodował, że Józef Lipski postanowił przekazać na cele oświatowe drewniany, składający się z dwóch izb budynek.
Ufundował ołtarz w kaplicy św. Józefa w bazylice kolegiackiej Wniebowzięcia Najświętszej Maryi Panny w Kaliszu.
W nawie głównej błaszkowskiej świątyni znajduje się epitafium poświęcone generałowi: „Józefowi herbu Grabie Lipskiemu Generałowi i Dowódcy powstania Sieradzkiego, gorliwemu obrońcy swobód narodowych, najlepszemu przyjacielowi i Mężowi Żona przywiązana ten pomnik poświęca. Zszedł z tego Świata Dnia 2 kwietnia Roku 1817”.